# A. J. DeLaGarza
Adolph Joseph "A.J." DeLaGarza Junior (Bryans Road, 4 de novembro de 1987) é um futebolista norte-americano com ascendência de Guam que atua como zagueiro. Atualmente defende o Des Moines Menace.

## Carreira

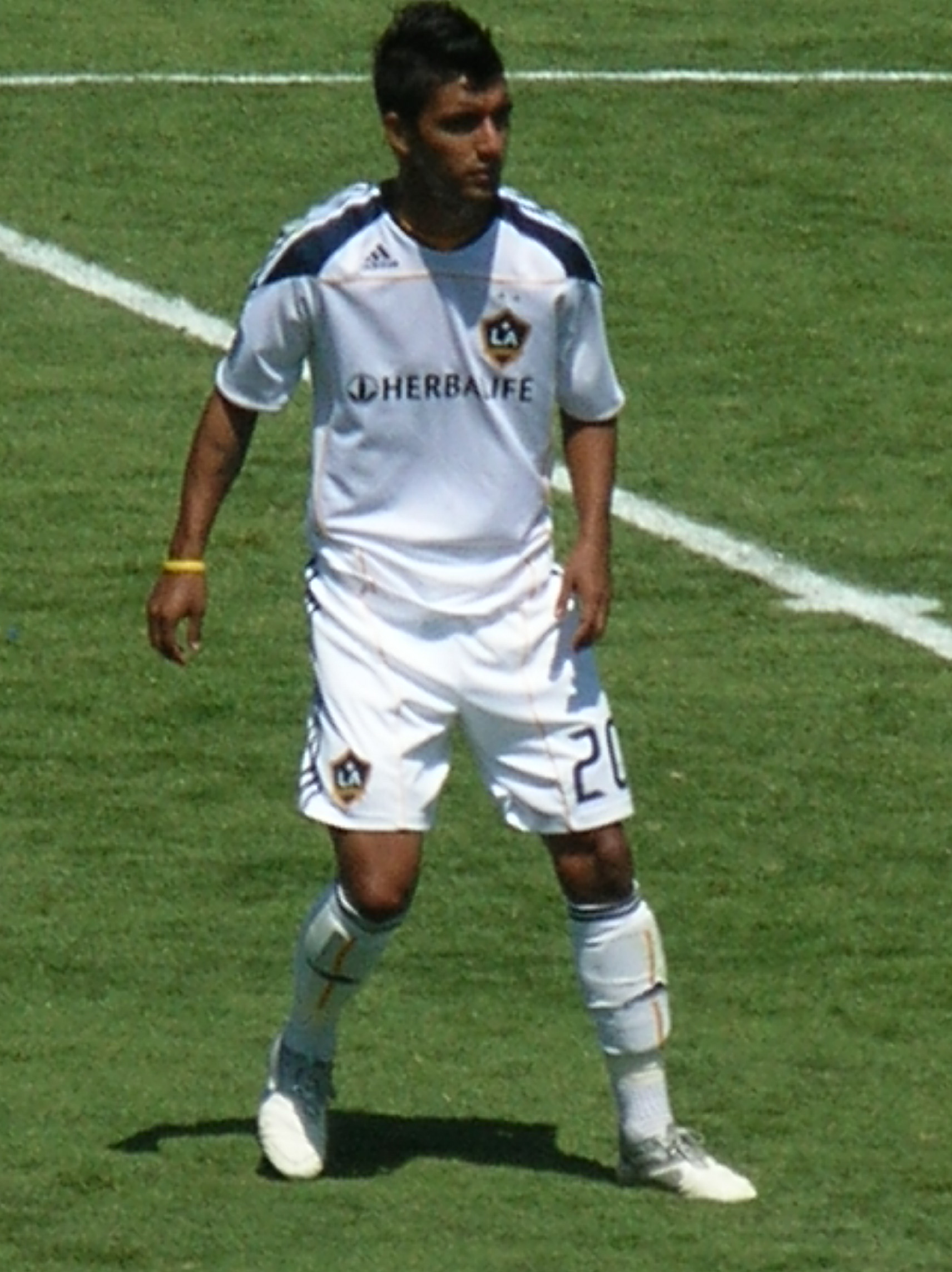
DeLaGarza em agosto de 2010, no jogo entre LA Galaxy e San José Earthquakes.

Filho de um mexicano de origem guamesa e de uma indígena norte-americana, DeLaGarza foi revelado no Maryland Terrapins, equipe da Universidade de Maryland, levando dois títulos da primeira divisão do campeonato de futebol da NCAA (2005 e 2008).
Em 2009, foi escolhido na segunda ronda do Superdraft da MLS pelo Los Angeles Galaxy, fazendo sua estreia como profissional em 22 de março, contra o D.C. United (empate por 2 a 2). No total, foram 204 partidas e dois gols marcados. Em 2015 jogou uma vez pelo LA Galaxy II (atual Ventura County FC).
Após 8 temporadas pelo Galaxy, o zagueiro foi contratado pelo Houston Dynamo, fazendo sua estreia em março do mesmo ano. Porém, no último jogo da fase regular, DeLaGarza rompeu o ligamento anterior cruzado do joelho, perdendo os playoffs e boa parte da temporada 2018. Recuperado, foi cedido por empréstimo ao RGVFC Toros, equipe afiliada ao Dynamo, onde atuou em 4 partidas.
Em 2019, após 57 partidas pelo Dynamo, foi contratado pelo Inter Miami para a temporada 2020, tendo jogado apenas 6 vezes (5 jogos pela MLS e um pelos playoffs da Lamar Hunt U.S. Open Cup, deixando a equipe ao final de seu contrato
Em janeiro de 2021 foi contratado pelo New England Revolution, disputando 15 jogos oficiais. Desvinculado com os Rev's ao final da temporada, voltou ao Los Angeles Galaxy para assinar um contrato cerimonial em novembro de 2022 e anunciou sua aposentadoria dos gramados
Em abril de 2024, DeLaGarza retomou a carreira de jogador ao assinar com o Des Moines Menace.

## Seleções dos Estados Unidos e Guam
Por ser descendente de guameses, A.J. foi considerado elegível tanto para a seleção norte-americana quanto para a seleção de Guam, e também era apto para jogar pelo México, país natal de seu pai. 
A estreia pelos Estados Unidos deu-se em janeiro de 2012, num amistoso contra a Venezuela, que terminou com placar de 1 a 0 para os norte-americanos.. Foi convocado também para o amistoso frente ao Panamá, vencido pelos EUA também por 1 a 0. Em ambos os jogos, foi titular.
Em outubro do mesmo ano, aceitou o convite para defender Guam, para a disputa da Copa do Leste Asiático, disputada em Hong Kong. O lateral representou os Matao em 14 jogos até 2019, porém anunciou sua despedida do futebol de seleções apenas em abril de 2020.

## Títulos
Los Angeles Galaxy
- MLS Cup: 3 (2011, 2012 e 2014)
- MLS Supporters' Shield: 2 (2010 e 2011)

Houston Dynamo
- U.S. Open Cup: 1 (2018)

New England Revolution
- MLS Supporters' Shield: 1 (2021)